# Hutton Conyers
Hutton Conyers is een civil parish in het bestuurlijke gebied Harrogate, in het Engelse graafschap North Yorkshire.